# Evita hyalinaria
Evita hyalinaria là một loài bướm đêm trong họ Geometridae.